# Alfabeto frigio
El alfabeto frigio era la escritura utilizada en los primeros textos en idioma frigio. Se remonta al alfabeto fenicio del siglo VIII a. C. y es casi idéntica a los primeros alfabetos griegos arcaicos occidentales.
El alfabeto consta de 20 letras: 5 vocales (a, e, i, o, u) y 15 consonantes (b, g, d, v, z, k, l, m, n, p, r, s, t, ph, kh). En las inscripciones del dialecto misio se utilizaba una variante del alfabeto frigio que tenía una letra adicional, la llamada "S misia"). Las palabras pueden estar separadas por tres o cuatro puntos dispuestos en vertical. La dirección de escritura va tanto de izquierda a derecha como de derecha a izquierda; las inscripciones multi-lineares suelen ir incisas en bustrofedón.

## Alfabeto

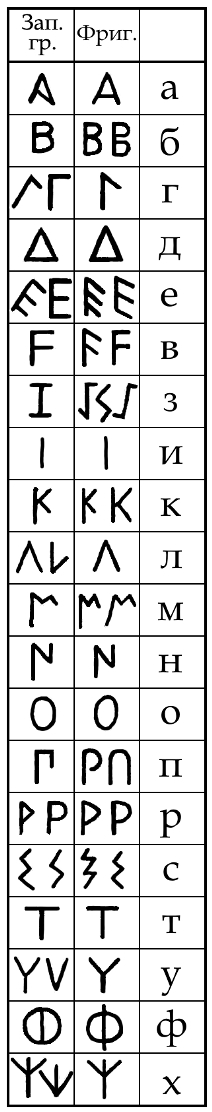
En la primera columna el alfabeto griego; en la segunda, el frigio, y en la tercera el sonido correspondiente en alfabeto búlgaro